# 25 études de genre
Ne doit pas être confondu avec 25 études.
Les 25 Études de genre Op.38 pour guitare de Napoléon Coste compte parmi les œuvres les plus célèbres du compositeur français.

## Présentation
Composées certainement sur plusieurs années, elles ont été rassemblées et éditées en 1880, soit trois ans avant la mort du compositeur, qui avait alors 75 ans… Ces études ont été rééditées en 1887, avec des corrections de l'auteur qui est décédé entre-temps.
À juste titre, elles sont d'authentiques études de concert, à l'image de celles écrites par les plus grands compositeurs pour le piano par exemple. Le propos didactique et strictement technique n'est certes pas toujours aussi bien cerné que chez certains auteurs, mais c'est au profit d'un grand lyrisme et de grandes qualités musicales. Le terme « étude de genres » prend ainsi tout son sens : il s'agit bien plus d'étudier, avec ce recueil, des styles musicaux différents, plutôt que la technique pure, sauf dans quelques pièces restées à juste titre célèbres (Étude no 23, morceau de bravoure des guitaristes).
Les 25 Études sont cependant parfaitement gradées et bien agencées pour pouvoir s'enchainer et être ainsi jouées dans leur intégralité.